# داردان ريكسهيبي
داردان ريكسهيبي (بالسويدية: Dardan Rexhepi)‏ (16 يناير 1992 ببريشتينا في كوسوفو - ) هو لاعب كرة قدم سويدي في مركز الهجوم. شارك مع منتخب السويد تحت 19 سنة لكرة القدم ومنتخب السويد تحت 21 سنة لكرة القدم ومنتخب كوسوفو لكرة القدم. أما مع النوادي، فقد لعب مع نادي برومابويكارنا ونادي مالمو ونادي هكن.

## وصلات خارجية
- داردان ريكسهيبي على موقع الاتحاد الأوربي (الإنجليزية)
- داردان ريكسهيبي على موقع اتحاد السويد (السويدية)
- داردان ريكسهيبي على موقع قاعدة بيانات كرة القدم.إي يو (الإنجليزية)
- داردان ريكسهيبي على موقع ناشيونال فوتبول تيمز (الإنجليزية)
- داردان ريكسهيبي على موقع Soccerway.com (الإنجليزية)
- داردان ريكسهيبي على موقع عالم كرة القدم.نت (الإنجليزية)
- داردان ريكسهيبي على موقع AS.com (الإسبانية)